# Tunnel sous la colline de Québec
Le tunnel sous la colline de Québec est un tunnel ferroviaire qui traverse la colline de Québec du nord au sud. D'une longueur de 1,6 kilomètre, il passe à une centaine de mètres sous l'avenue Belvédère de la ville de Québec. Son extrémité nord est située à l'ouest du quartier Saint-Sauveur, près du parc Dollard des Ormeaux, et son extrémité sud est située à l'Anse au Foulon.

## Histoire

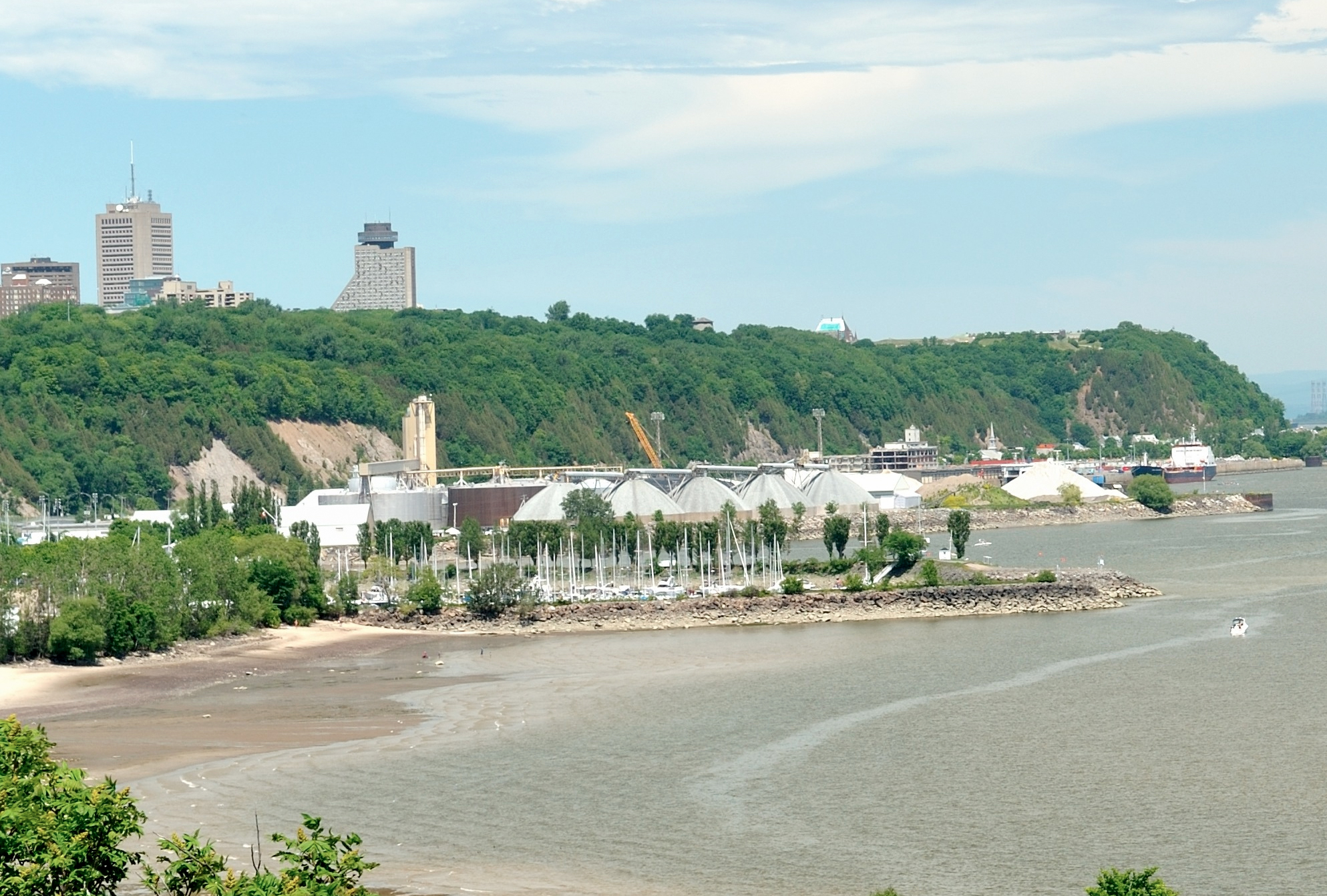
Le secteur portuaire de l'Anse au Foulon (autrefois le port Champlain), du côté sud de la colline de Québec, est desservi par ce tunnel.

En 1931, le paquebot transatlantique Empress of Britain est mis en service par la compagnie ferroviaire Canadien Pacifique (CP). La hauteur des mats de ce type de navire ne permet pas de passer sous le pont Jacques-Cartier, à Montréal. La compagnie prévoit alors de faire escale en aval, au port Champlain de Québec. À partir de là, les passagers rejoindront la métropole par train via la ligne Québec-Montréal. Cependant, ce chemin de fer se trouve du côté nord de la colline de Québec alors que le port se trouve du côté sud. Le CP décide donc d'entreprendre la construction d'un tunnel. Le 30 mai 1930, la ville de Québec approuve la construction. Dès lors, le chantier emploie près de 300 hommes durant 11 mois. Un premier train réussit la traversée le 26 mai 1931.
En 1964, la construction de la voie maritime du Saint-Laurent et l'utilisation de brise-glaces pour ouvrir le fleuve Saint-Laurent durant l'hiver, rend désuète l'escale des passagers à Québec. De plus, la traversée de l'Atlantique se fait désormais par avions commerciaux plutôt qu'en paquebots. Néanmoins, si les trains de passagers n'empruntent plus le tunnel, ce dernier continue encore aujourd'hui d'être utilisé par des trains de marchandise. En 1997, le Canadien Pacifique vend plusieurs actifs à Genesee & Wyoming, dont les Chemins de fer Québec-Gatineau. C'est désormais cette filiale qui gère le tunnel. La fréquence de passage est de trois à quatre trains par semaine.